# Ulrich Han
Ulrich Han, o Hahn, latinizzato: Udalricus Gallus ("Ulderico Gallo"), o Uldaricus/Ulricus Barbatus (Ingolstadt, 1425 circa – Roma, dopo il 1478), è stato un tipografo tedesco ricordato per essere stato il primo stampatore attivo a Roma e uno dei primi in Italia.

## Biografia
Non si sa molto sulla vita di Ulrich Han. "Cittadino di Vienna" (quindi si può supporre che abbia vissuto nella città asburgica), l'unico periodo documentato della sua biografia sono gli anni in cui fu stampatore a Roma (1467-1478).
Giunse nell'Urbe nel 1464-1465. L'opera più importante pubblicata dallo stampatore tedesco furono le Meditationes sive contemplationes vitae Christi di Torquemada del 1467. Commissionatagli dal presule spagnolo, all'epoca primo abate commendatario di Santa Scolastica, è il primo incunabolo conosciuto stampato a Roma e il primo libro illustrato (con xilografie) che sia stato stampato in Italia.
Lavorò anche con suo fratello Wolf (Lupus Gallus) e poi con il figlio di quest'ultimo, Heinrich (Henricus Gallus), col quale nel 1470 stampò un'edizione del De elegantia linguae latinae di Lorenzo Valla per conto di Giovanni Filippo De Lignamine. Fino al 1471 Han stampò soprattutto testi classici e religiosi. Il curatore di tutte le sue edizioni fu l'umanista Giovanni Antonio Campano.
Nel 1470 Ulrich Han creò una società con il mercante Simone Cardella (Lucca, circa 1440 - post 1479), il quale decise di investire nella produzione di libri a stampa e nella loro commercializzazione nelle principali piazze colte d'Italia. 
La loro tipografia pubblicò, nel periodo 1471-1474, 19 testi giuridici, prevalentemente di autori contemporanei.
Dopo lo scioglimento del sodalizio con Cardella, Han continuò a stampare fino a tutto il 1478. L'opera più importante di questo periodo è senza dubbio il Missale Romanum, storicamente il primo libro contenente partiture musicali completamente a stampa, pubblicato nel 1475 e ristampato nuovamente nel 1476.
Dopo il 1478 non si hanno più notizie su Ulrich Han.

## Galleria d'immagini

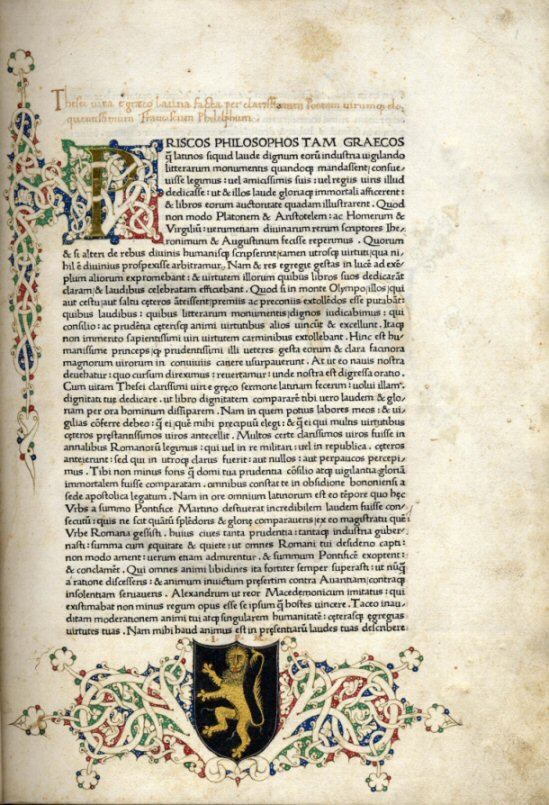
Pagina dal Vitae illustrium virorum di Plutarco, stampato da Ulrich Han a Roma nel 1470[7].
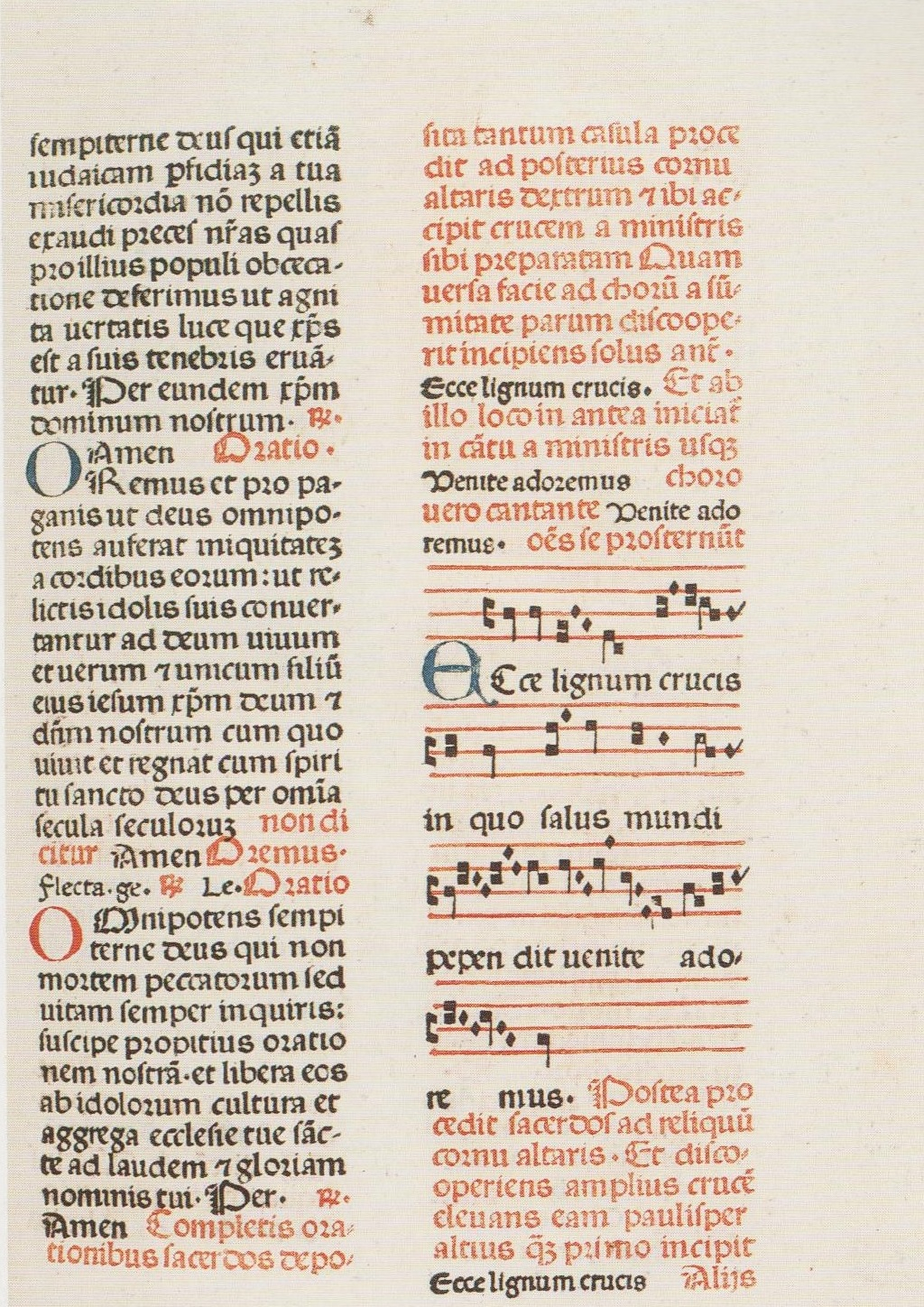
Il Missale Romanum impresso da Ulrich Han a Roma nel 1475. È il primo libro che contiene delle note musicali stampate.
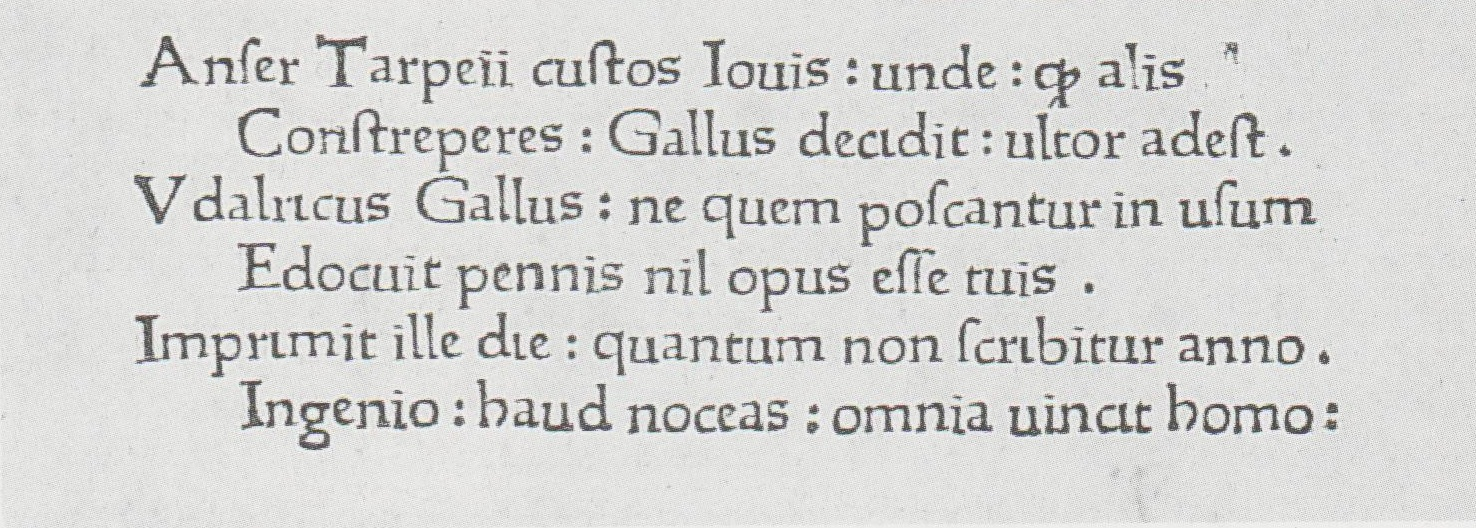
Il colophon di Ulrich Han (latinizzato come Uldaricus Gallus).